# 埼玉建築士会
一般社団法人埼玉建築士会（さいたまけんちくしかい、英: SAITAMA SOCIETY OF ARCHITECTS & BUILDING ENGINEERS）は、埼玉県の建築士をもって組織し、建築士の品位の保持及びその業務の進歩改善を図り、広く社会公共の福祉増進に寄与することを目的とした社団法人。建築士法第22条の4の第1項に基づき設立されるものである。本部はさいたま市南区の埼玉建産連会館にある。